# Мрђан Бајић
Мрђан Бајић (Београд, 15. октобар 1957) српски је вајар, цртач и универзитетски професор.

## Биографија
Синовац је сликара Милоша Бајића и брат стричевић редитеља Дарка Бајића.
Завршио је вајарство на Факултету ликовних уметности у класи професора Јована Кратохвила. 1981. године; постдипломске студије 1983. године.
Између 1985. и 1990. радио је на ФЛУ као асистент. Године 1995. добио је стипендију фондације Полок-Краснер из Париза. Од 1997, такође ради и као професор на Факултету ликовних уметности у Београду.
Бајић, према речима Јасмине Чубрило, припада реторичкој струји нове уметничке сцене у Србији настале почетком деведесетих година 20. века. Бајић је ту реторичку линију у скулптури почео да развија већ током осамдесетих година. У првој половини деведесетих, Бајићева уметност се огледа у бурном неоекспресионистичком изразу, док у другој половини девете деценије се осећа благо смиривање облика и линија. Утицај Бајићеве уметности се такође може видети и у радовима многих млађих уметника, његових ученика.
Члан је Удружења ликовних уметника Србије УЛУС од 1982. године.
Скулптура вајара Мрђана Бајића и Ричарда Дикона „Оданде довде” постављена је на Савски кеј.

## Изложбе
Мрђан Бајић је самостално излагао у многим европским градовима (Београд, Загреб, Љубљана, Париз, Стокхолм, Краков), а такође су његови радови виђени и на групним изложбама у Риму, Њујорку, Сиднеју, Кракову, Паризу, Грацу, Копенхагену, Венецији, Монаку и Солуну.
Године 2002. Мрђан Бајић је учествовао на 25. бијеналу у Сао Паолу са пројектом Југомузеј.
Током 2007. наступао је на 52. бијеналу визуелних уметности (од 10. јуна до 21. новембра 2007), где је представљао Србију пројектом „Рисет“ (енгл. Reset) који је постављен у српском павиљону.

## Награде
- 1980. — Фонд Илија Коларевић, Београд
- 1981. — Фонд Сретен Стојановић, Београд[3]
- 1983. — Седам секретара СКОЈ-а, Загреб[3]
- 1984. — Премија Градске заједнице културе за 1983. годину, Београд[10]
- Пројекат Поглед на зид у сарадњи са Културним центром Рекс1987. — III ПИЈС, Панчево, (1993).
- 1991. — Фонд Иван Табаковић, САНУ, Београд[3]
- 1992. — Награда Салона Монруж за скулптуру, Париз[3]
- 2000. — Награда Сава Шумановић, Нови Сад[14]
- 2001. — Фонд Владислав Рибникар, Београд[3]
- 2015. — француски Орден витеза уметности и књижевности[15]
- 1987. - Награда на III PIJS, Панчево[3]
- 1993. - Награда на VII PIJS, Панчево[3]
- 1994/1995. - The Pollock-Krasner Foundation Grant, Њујорк[3]
- 2002. - Награда „Мишићев дукат“, Мионица[3]
- 2012. - Награда Уметичке галерије „Надежда Петровић“, Чачак[3]
- 2015. - Chevalier de l’Ordre des Arts et des Lettres[3]
- 2017. - Награда за спомен–обележје Зорану Ђинђићу[3]